# Еліптичний оператор
Еліпти́чний опера́тор — диференціальний оператор другого порядку. Він визначається на просторах комплекснозначних функцій.
Важливим прикладом еліптичного оператора є оператор Лапласа
{\displaystyle Pu=0\quad }
Зазвичай диференціальне рівняння у частинних похідних, що включає час, такі ях рівняння Шредингера або потоку тепла, також містить еліптичний оператор із просторовими змінними, також похідні за часом. Еліптичні оператори часто зустрічаються у теорії потенціалу. Їх розв'язки (гармонічні функції загального вигляду) мають бути гладкими функціями (якщо коефіцієнти оператора є неперервними).